# Hookline
Eine Hookline (von englisch hook = ‚Haken‘, und line = ‚Zeile‘) ist eine für ein Musikstück charakteristische eingängige Melodiephrase oder Textzeile, die den Wiedererkennungswert für das Stück ausmacht, also quasi in der Erinnerung „hängenbleibt“ und aus ihr leicht reproduziert werden kann. Der Ohrwurmeffekt eines Musikstücks wird also meist durch dessen Hookline bestimmt. In der Rapmusik ist der Begriff Hook ein direktes Synonym für Refrain.

## Allgemeines
Der Erfolg eines Musikstückes wird maßgeblich durch seinen Wiedererkennungswert bestimmt, weil dieser in der Musikindustrie als Nachfragefaktor gilt. Professionelle Komponisten versuchen gezielt, eingängige Text- und/oder Musik-Elemente und -Passagen in ihren Kompositionen zu platzieren. Diese so genannten Hooks sollen den Wiedererkennungswert und so letztlich den Erfolg eines Songs steigern. Arnold Shaw geht davon aus, dass beinahe jeder Hit eine den Hörer derart fesselnde Hookline enthält, dass das Musikstück sich in die Erinnerung des Hörers „hineinwinde“ (er benutzt „worms into one’s memory“; abgeleitet von earworm für Ohrwurm). Für Musikforscher Jan Hemming sind „wiederholte einfache melodische oder harmonische Strukturen möglicherweise notwendige, aber nicht hinreichende Bedingungen, damit aus einer Phrase ein Ohrwurm wird.“

## Empfänglichkeit
Hemming zufolge entstehen Ohrwürmer mit griffigen Hooks zu mehr als 70 Prozent in routinehaften Alltagssituationen wie Abwaschen und Aufräumen oder in Leerlauf- und Wartephasen, also mehr in Situationen der Unterforderung. Dagegen entstünden sie nur selten, wenn der Betroffene geistig oder seelisch stark angespannt ist. Hemming geht davon aus, dass Ohrwürmer geradezu als Reaktion auf Leerlaufphasen unseres Gehirns entstehen. Möglicherweise reagiere das Gehirn damit auch auf die schlichte Abwesenheit von Musik.
Eine Hookline kann auch durch eine einprägsame Akkordfolge, ein kurzes instrumentales Motiv oder sogar durch bestimmte Sounds erzeugt werden. Entscheidend ist hierbei vor allem eine möglichst hohe Wiederholungsrate im Songverlauf. Kommerziell erfolgreiche Produktionen weisen häufig gleich mehrere Hooklines auf.
Die Hookline trägt in der Regel die musikalische Prägnanz und textlich die Hauptaussage des Liedes und erzeugt oder verstärkt den Wiedererkennungswert. Sie ist meist eine Refrainzeile oder das Schlüsselwort des Refrains: Über den Wolken, Love Me Tender, Griechischer Wein – oder manchmal der Musiktitel: In the Ghetto, Aber bitte mit Sahne.